# Tatá Guarnieri
José Otávio "Tatá" Guarnieri (São Paulo, 19 de agosto de 1954) é um ator, cantor, instrumentista, ex-produtor musical, compositor, locutor e dublador brasileiro. Os seus trabalhos mais conhecidos como dublador são: Kenshin Himura de Samurai X, Afrodite de Peixes de Os Cavaleiros do Zodíaco, o personagem-título de Metalder e Pateta.

## Biografia
Tatá começou sua carreira como músico por volta de 1985 na TV Cultura, na qual participou de um programa infantil chamado Catavento, como produtor musical, além de ter feito pequenos papéis em outros programas. Após fazer um curso de teatro para se tornar ator, o também dublador Jorge Barcellos convidou-o para fazer um teste na extinta SC, dando início à sua carreira de dublador em 1990.
Também foi cantor e instrumentista musical, tendo lançado dois discos solos no estilo MPB.
Foi indicado ao Prêmio Yamato de 2005 nas categorias de Melhor Narração (por Thomas e Seus Amigos), e de Melhor Dublador de Protagonista por dublar Kiefer Sutherland como Jack Bauer, nas três primeiras temporadas de 24 Horas. No entanto, após a Fox Film do Brasil vender DVDs e exibir a série na TV aberta sem dar os créditos e sem a autorização do dublador, ele entrou com uma ação judicial para receber o pagamento correspondente à sua parte na comercialização do DVD e na exibição em TV aberta, além de indenização por danos morais, que ele ganhou em primeira instância no Tribunal de Justiça do Estado de São Paulo. A Fox ainda tentou um recurso especial, mas a decisão se manteve favorável ao dublador.

## Carreira

### Desenhos
- Michelangelo em As Tartarugas Ninja[1]
- Narrou a versão brasileira de Bob Esponja, Thomas & Rajas e Thomas e seus Amigos e por esse trabalho foi indicado ao Prêmio Yamato de Melhor Narração ou Locução.[6]

### Animes
- Kenshin Himura em Samurai X[7]
- Siegfried de Dubhe e Afrodite de Peixes (apenas na redublagem, substituindo Ézio Ramos) em Os Cavaleiros do Zodíaco[4]
- Soun Tendo em Ranma ½[8]
- Kyurem em Pokémon o Filme: Kyurem Contra a Espada da Justiça[9]

### Séries
- Chaves e Chapolin, após o falecimento do dublador Marcelo Gastaldi[10]
- Jack Bauer, na série 24 Horas, na 1ª e 2ª temporada